# Ugljena kiselina
Ugljena kiselina je neorgansko jedinjenje sa formulom  (ili OC(OH)2). Ovo ime se isto tako koristi za rastvore ugljen-dioksida u vodi, zato što takvi rastvori sadrže male količine , i reakcije teku kao da je glavni molekul . Ugljena kiselina formira dve vrste soli: karbonate i bikarbonate. Ona je slaba kiselina.

## Hemijska ravnoteža
Kad se ugljen-dioksid rastvori u vodi uspostavi se hemijska ravnoteža sa ugljenom kiselinom:

## Literatura
- Welch, M. J.; Lipton, J. F.; Seck, J. A. (1969). „Tracer studies with radioactive oxygen-15. Exchange between carbon dioxide and water”. J. Phys. Chem. 73 (335): 3351. doi:10.1021/j100844a033.
- Jolly, W. L. (1991). Modern Inorganic Chemistry (2nd Edn.). New York: McGraw-Hill. ISBN 978-0-07-112651-9.
- Moore, M. H.; Khanna R. (1991). „Infrared and Mass Spectral Studies of Proton Irradiated H2O+Co2 Ice: Evidence for Carbonic Acid Ice: Evidence for Carbonic Acid”. Spectrochimica Acta. 47A: 255—262. doi:10.1016/0584-8539(91)80097-3.
- W. Hage K. R. Liedl, Mayer E.; Hallbrucker, A; Mayer, E (1998). „Carbonic Acid in the Gas Phase and Its Astrophysical Relevance”. Science. 279 (5355): 1332—1335. PMID 9478889. doi:10.1126/science.279.5355.1332. Недостаје |last2= у Authors list (помоћ)
- Hallbrucker; Mayer E. (1993). „Carbonic Acid: Synthesis by Protonation of Bicarbonate and Ftir Spectroscopic Characterization Via a New Cryogenic Technique”. J. Am. Chem. Soc. 115: 8427—8431. doi:10.1021/ja00071a061. |first1= захтева |last1= у Authors list (помоћ)
- Hallbrucker; Mayer E. (1995). „A Polymorph of Carbonic Acid and Its Possible Astrophysical Relevance”. J. Chem. Soc. Farad. Trans. 91: 2823—2826. doi:10.1039/ft9959102823. |first1= захтева |last1= у Authors list (помоћ)

## Spoljašnje veze
- Razlaganje ugljene kiseline Архивирано на веб-сајту  (21. новембар 2010)
- Zašto je postojanje ugljene kiseline bilo neopravdano osporavano tako dugo?